# Giuseppe Majorana-Calatabiano
Giuseppe Majorana-Calatabiano, född 23 september 1863 i Catania, död där 23 december 1940, var en italiensk nationalekonom, statistiker och politiker. Han var son till Salvatore Majorana-Calatabiano.
Majorana-Calatabiano var professor i politisk ekonomi vid Catanias universitet och ledamot av italienska deputeradekammaren.